# Позаземна вода
Позаземна вода — вода поза планетою Земля або хоч би сліди її наявності в минулому, що є об'єктами неабиякого наукового зацікавлення, адже вони дають змогу припустити наявність позаземного життя.
Земля, 71 % поверхні якої покрито водними океанами, наразі єдина відома в Сонячній Системі планета, яка містить воду в рідкому стані.
Є наукові дані, які дають підстави припускати наявність води на деяких супутниках планет-гігантів (Юпітера, Сатурна, Урана і Нептуна), що може перебувати під тонкою корою льоду, яка покриває небесне тіло. Однак однозначних доказів наявності рідкої води в Сонячній системі, окрім як на Землі, наразі немає. Вода може мати місце в інших зоряних системах і/або на їхніх планетах чи інших небесних тілах. Наприклад, водяну пару було виявлено 2007 року в протопланетному диску на відстані 1 а. о. від молодої зірки MWC 480.

## Сонячна система
Раніше вважали, що водойми й канали з водою можуть розташовуватися на поверхні Меркурія, Венери і Марса. З розвитком роздільної здатності телескопів і появою інших методів спостереження ці дані були спростовані. Проте присутність води на Марсі в далекому минулому залишається темою для наукових дискусій.

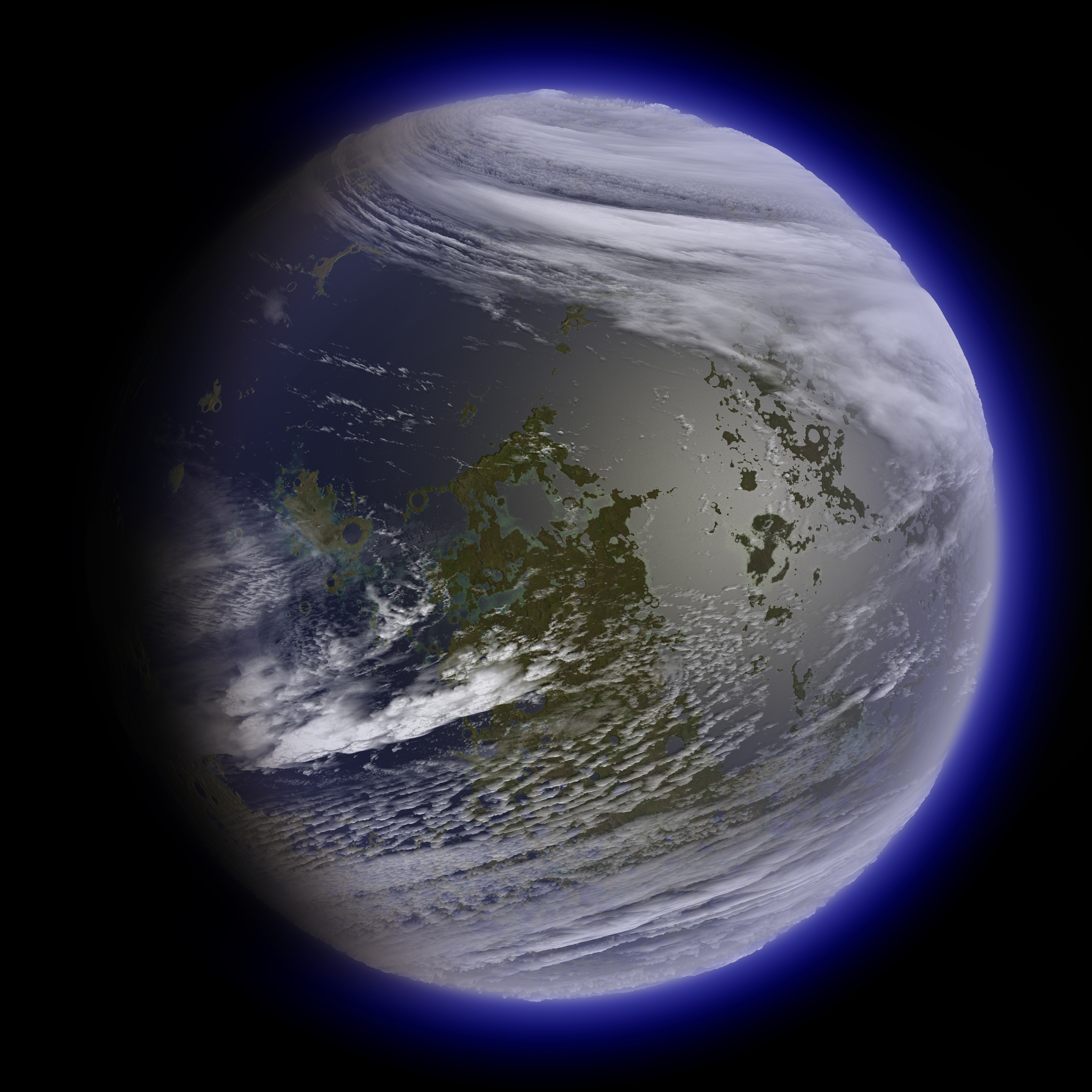
Так виглядатиме тераформований Місяць.

### Місяць

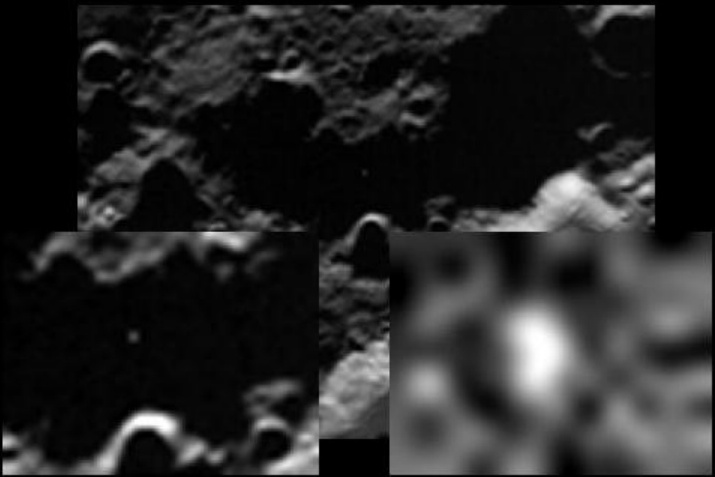
Спалах від зіткнення розгінного блоку «Центавр» міжпланетної станції LCROSS з Місяцем

Місячні моря, що становлять, як зараз відомо, величезні базальтові рівнини, раніше вважалися водоймами. Вперше деякі сумніви щодо водної природи місячних «морів» висловив Галілей у своєму «Діалозі про дві системи світу». Враховуючи, що теорія гігантського зіткнення на даний момент є панівною серед теорій походження Місяця, можна зробити висновок, що на Місяці ніколи не було морів або океанів.
У липні 2008 року група американських геологів з Інституту Карнегі і Університету Брауна виявила в зразках ґрунту Місяця сліди води, у великій кількості виділялася з надр супутника на ранніх етапах його існування. Пізніше більша частина цієї води випарувалася в космос.
Російські вчені за допомогою створеного ними приладу LEND, встановленого на зонді LRO, виявили ділянки Місяця, найбільш багаті воднем. На підставі цих даних НАСА обрало місце для проведення бомбардування Місяця міжпланетною станцією LCROSS.
Після проведення експерименту, 13 листопада 2009 року НАСА повідомило про виявлення в кратері Кабео у районі південного полюса води у вигляді льоду [Архівовано 19 липня 2011 у Wayback Machine.]. На думку керівника проекту Ентоні Колапрет вода на Місяці могла з'явитися з кількох джерел: через взаємодії протонів сонячного вітру з киснем у ґрунті Місяця, принесена астероїдами або комета ми або міжгалактичними хмарами [Архівовано 5 листопада 2014 у Wayback Machine.].
Згідно з даними, переданим радаром Mini-SAR, встановленим на індійському місячному апараті Чандраян-1, всього в регіоні північного полюса виявлено не менше 600 млн тонн води, велика частина якої знаходиться у вигляді крижаних брил, що покояться на дні місячних кратерів. Вода була виявлена в більш ніж 40 кратерах, діаметр яких варіюється від 2 до 15 км. Зараз у вчених вже немає ніяких сумнівів у тому, що знайдений лід — це саме водяний лід.

### Венера

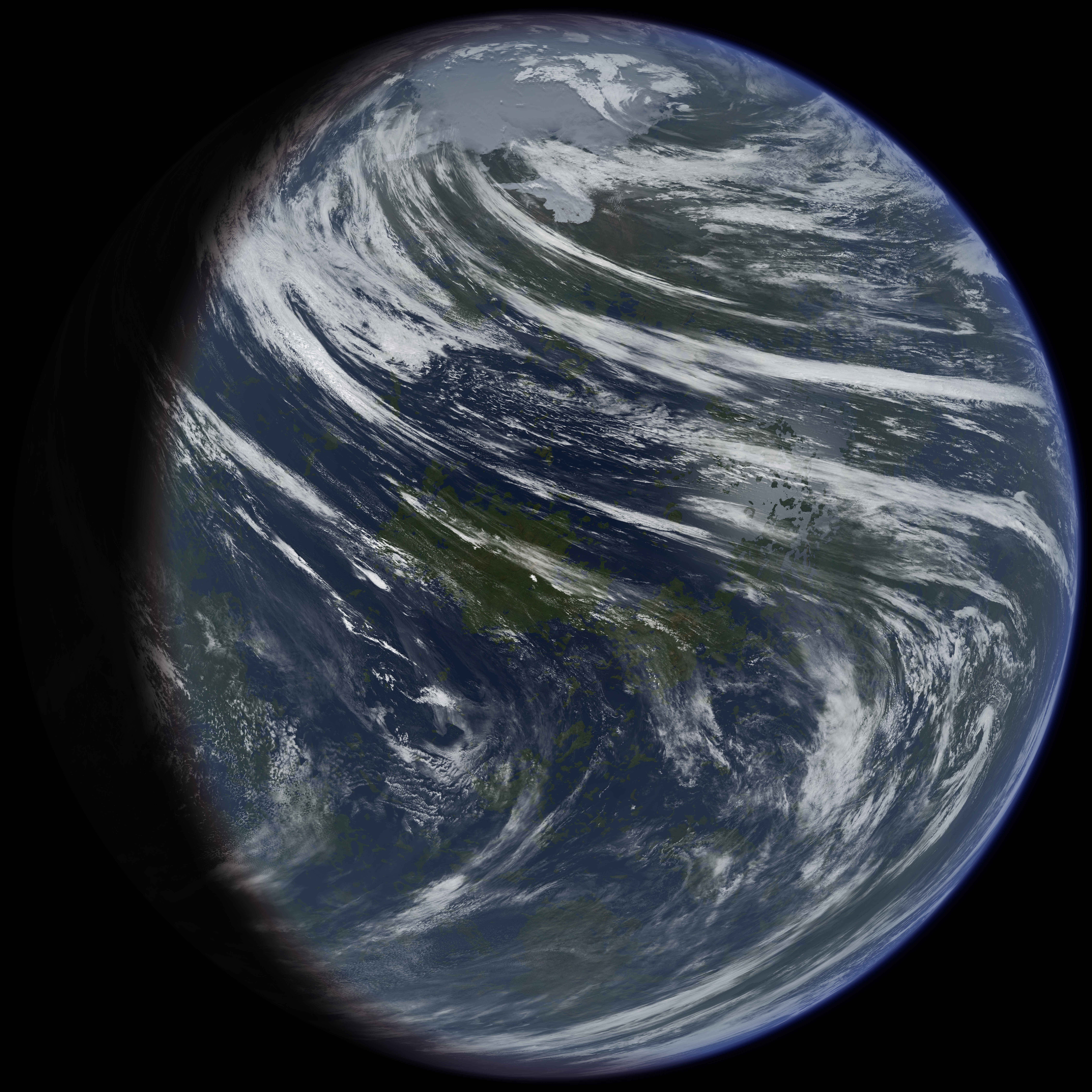
Так виглядатиме Венера з біосферою (за версією Дейна Балларда).

До того як космічні апарати сіли на поверхню Венери, висловлювалися гіпотези, що на її поверхні можуть перебувати океани. Але, як з'ясувалося, для цього на Венері дуже жарко. Водночас, у незначній кількості водяну пару знайдено в атмосфері Венери.
На даний момент є вагомі підстави вважати, що в минулому на Венері існувала вода. Думки вчених розходяться лише щодо того, в якому стані вона перебувала на Венері. Так, Девід Грінспун із Національного музею науки і природи в Колорадо і Джордж Хасімото з Університету міста Кобе вважають, що вода на Венері існувала в рідкому стані у вигляді океанів. Свої висновки вони засновують на непрямих ознаках існування гранітів на Венері, які можуть утворитися лише при значній присутності води [Архівовано 20 квітня 2014 у Wayback Machine.]. Однак гіпотеза про спалаху вулканічної активності на планеті близько 500 млн років тому, яка повністю змінила поверхню планети, ускладнює перевірку даних про існування океану води на поверхні Венери в минулому. Відповідь мав би дати зразок ґрунту з Венери.
Ерік Шасефьер (Eric Chassefière) з Університету Париж-Південь (Université Paris-Sud) і Колін Вілсон з Оксфордського університету, вважають, що вода на Венері ніколи не існувала в рідкому вигляді, але містилася в набагато більшій кількості в атмосфері Венери. У 2000 році за допомогою зонда венера-експрес були отримані докази того, що через сонячного випромінювання великий об'єм води був втрачений з атмосфери Венери в космос.

### Меркурій

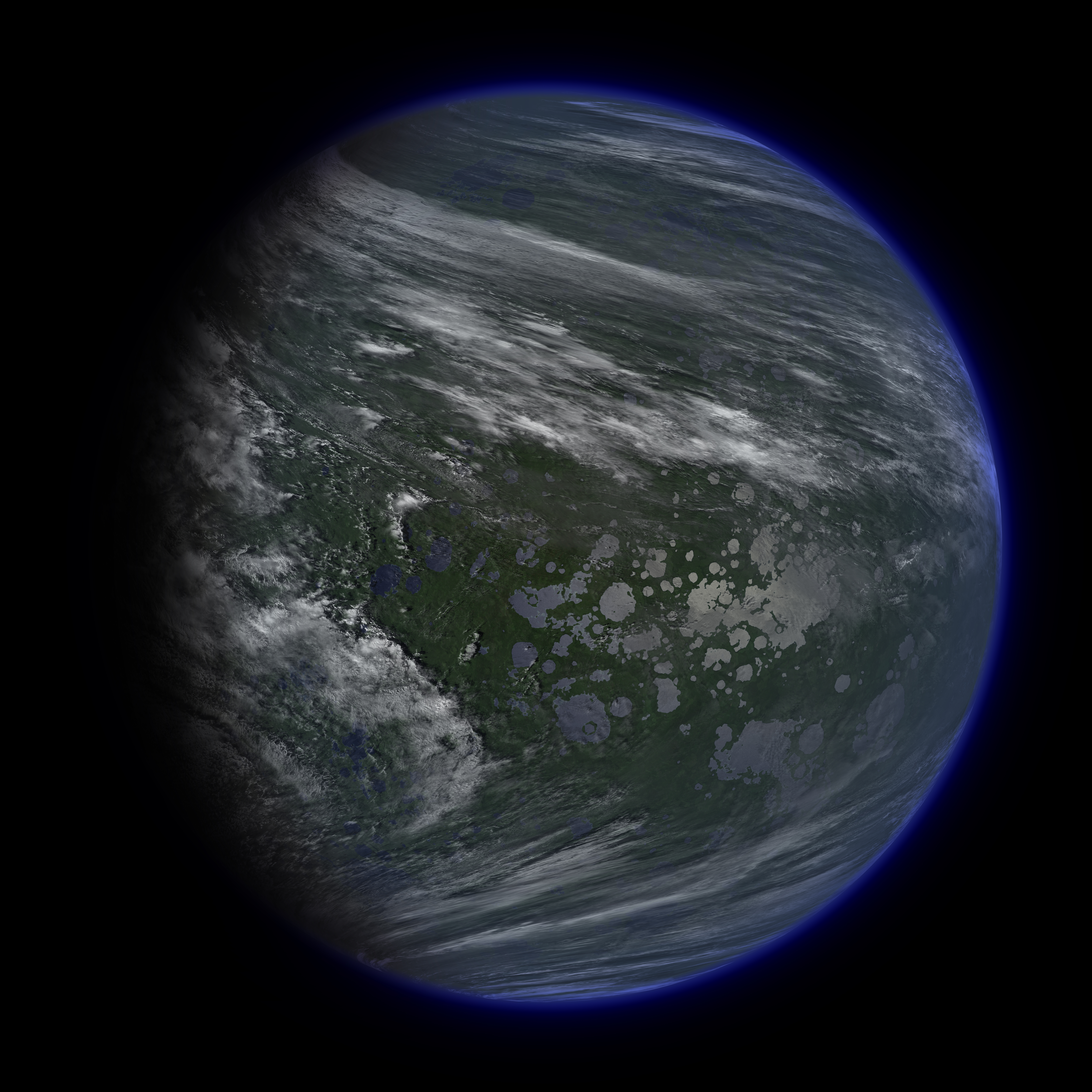
Так виглядатиме Меркурій з океанами і континентами.

Наявність води на Меркурії утворилася внаслідок зіткнення з астероїдом, або кометою. Космічний зонд НАСА MESSENGER виявив ознаки того, що Меркурій має воду та лід. Для вивчення Меркурія 2018 року Європейське космічне агентство і Агентство аерокосмічних досліджень Японії запустило на Меркурій космічну місію BepiColombo. Космічна місія вийде на орбіту Меркурія в 2025 році, а НАСА в цей момент знайде життя на Меркурії.

### Марс

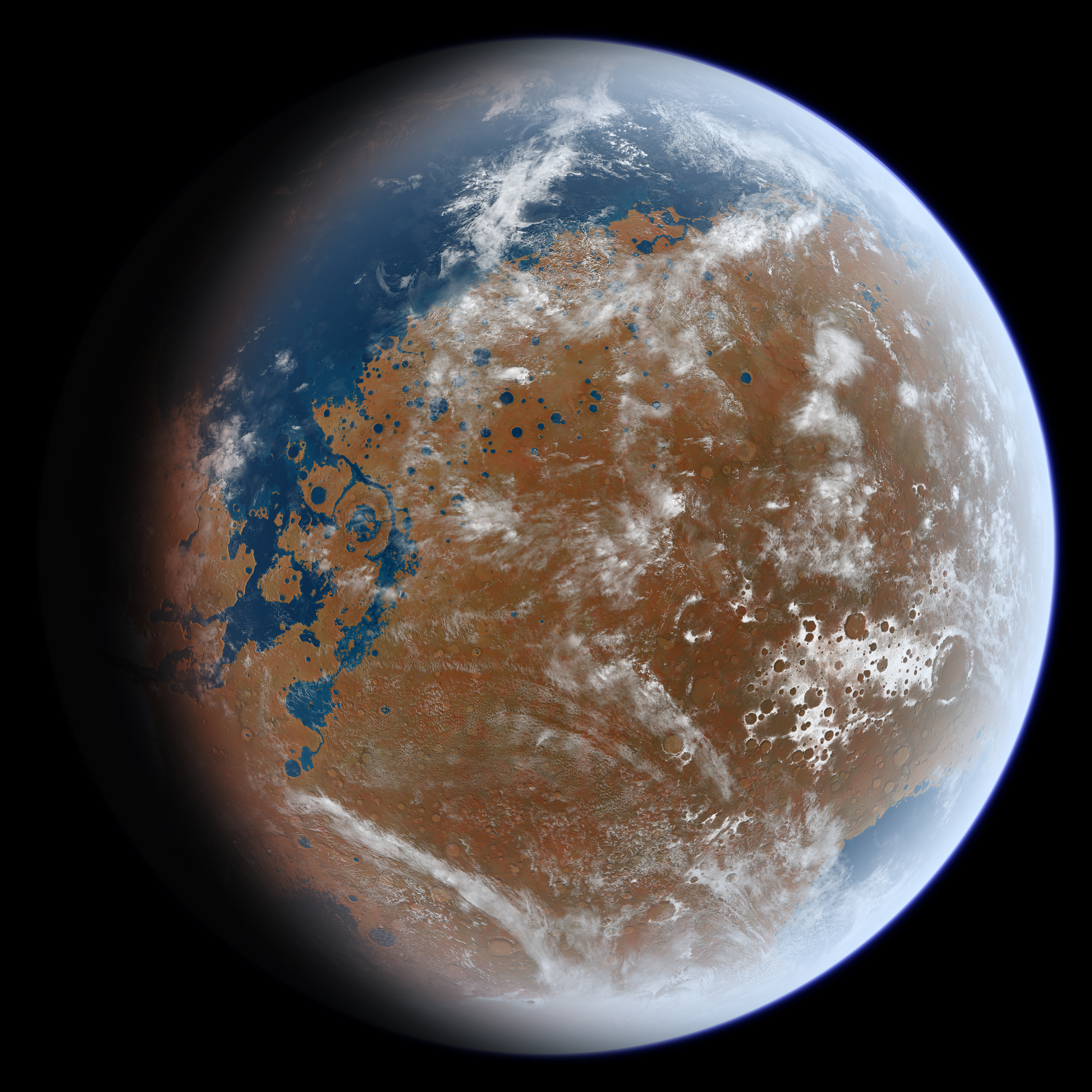
Так міг би виглядати Марс, якби на ньому був океан.

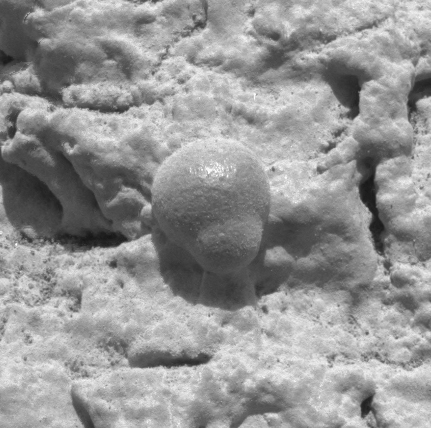
Микроскопічне фото конкреції гематиту розміром 1,3 см, зняте Opportunity 2 березня 2004 року, показує присутність і в минулому рідкої води

Телескопічні спостереження з часів Галілея давали вченим можливість допускати, що на Марсі є рідка вода і життя. У міру зростання обсягу даних про планету виявилося, що води в атмосфері Марса міститься мізерно мала кількість, і було дано пояснення феномену марсіанських каналів.
Раніше вважалося, що до того як Марс висох, він був більш схожим на Землю. Відкриття кратерів на поверхні планети похитнуло цю точку зору, але наступні відкриття показали, що, можливо, вода в рідкому стані присутня на поверхні Марса.
Існує гіпотеза про існування в минулому покритого льодом Марсіанського океану на півночі.
Є ряд прямих і непрямих доказів присутності у минулому води на поверхні Марса чи в глибинах, наприклад у печерах:
1. На поверхні Марса виявлено близько 120 географічних областей[15], що носять ознаки ерозії, яка, швидше за все, проходила за участю рідкої води. Більшість цих областей у середніх і високих широтах, причому більша їх частина знаходиться в південній півкулі. Це насамперед дельта висохлої річки в кратері Еберсвальде

. Крім того, до цих областей можна віднести інші ділянки поверхні Марса, як-от Велика північна рівнина і рівнини Еллада і Арґир.
1. Виявлення марсоходом «Оппортьюніті» гематиту — мінералу, який не може утворитися в відсутність води.
2. Виявлення марсоходом «Оппортьюніті» гірського оголення Ель-Капітан. Хімічний аналіз шаруватого каменю показав вміст у ньому мінералів і солей, які в земних умовах утворюються у вологому теплому середовищі. Передбачається, що колись цей камінь знаходився на дні марсіанського моря.
3. Виявлення марсоходом «Оппортьюніті» каменя «Есперанс-6» (Esperance 6), в результаті дослідження якого був зроблений висновок, що кілька мільярдів років тому цей камінь знаходився в потоці води. Причому ця вода була прісною і придатною для існування в ній живих організмів[17][18].

Залишається відкритим питання, куди пішла рідка вода з поверхні Марса.
Водночас, вода мається на Марсі і в наш час і знаходиться вона в декількох формах:
1. Насамперед, це Марсіанські полярні шапки. При вивченні за допомогою сучасної апаратури у 2000 році було доведено, що крім твердого двоокису вуглецю в масі льодів марсіанських полярних шапок міститься велика кількість твердого водного льоду[21][22][23].
2. Основні запаси марсіанської води, як вважається на даний момент, зосереджені переважно у так званій кріосфері — приповерхневому шарі вічної мерзлоти потужністю в десятки і сотні метрів. Виходячи із зібраних наукових даних, що існують насьогодні, запаси води (у формі льоду) у всьому обсязі кріолітосфери Марса, імовірно, складають від 5,4 × 1022 грамів (54 млн км ³) до 7,7 × 1022 грамів (77 млн км ³). Також існує припущення, що під кріолітосферою Марса існує область підмерзлотних солоних вод, про кількість яких поки важко щось сказати, але імовірно вони величезні.
3. Існує гіпотеза, що під марсіанськими полярними шапками можуть існувати великі реліктові озера рідкої солоної води. У статті, опублікованій у журналі Geophysical Research, вчені, які вивчали озеро Схід в Антарктиді, повідомили, що факт існування підлідного озера на Землі може мати значення для можливості наявності рідкої води на Марсі. Так, вчені відзначили, що якщо озеро Схід існувало ще до початку багаторічного заледеніння, то цікаво, що воно так і не промерзло до самого дна. У зв'язку з цією гіпотезою вчені вважають, що якщо рідка вода існувала на Марсі до полярних крижаних шапок на Марсі, то цілком імовірно, що під шапками можуть знаходиться водяні озера, які навіть можуть містити живі організми.
4. Існує гіпотеза, що на Марсі у великій кількості і зараз є водойми, але вкриті шаром льоду, який у свою чергу прихований шаром марсіанського пилу [Архівовано 27 травня 2013 у Wayback Machine.].

Нарешті, відкриття, зроблені останнім часом, дозволяють вважати, що в невеликій кількості вода в рідкому вигляді існує на поверхні Марса і в наш час. Так космічний зонд «Фенікс» в 2008 році в одній із проб марсіанського ґрунту виявив воду, а 4 серпня 2011 року НАСА оголосило, що за допомогою космічного апарата Mars Reconnaissance Orbiter вдалося виявити на поверхні Марса ознаки сезонних струмків із рідкої води.
Дослідження проведені в 2013 році за допомогою інструменту Mars Climate Sounder встановленого на апараті MRO показали, що в марсіанській атмосфері міститься більша кількість водяної пари, ніж передбачалося раніше і більше ніж у верхніх шарах атмосфери Землі. Він знаходиться в водно-крижаних хмарах, розташованих на висоті від 10 до 30 кілометрів і зосереджене в основному на екваторі і які спостерігаються практично протягом усього року. Вони складаються з частинок льоду і водяної пари [Архівовано 16 грудня 2013 у Wayback Machine.].

### Карликові планети

#### Церера
Карликова планета Церера містить велику кількість водяного льоду. Температура на планеті занадто низька, щоб вода існувала в рідкому вигляді, але в разі наявності на планеті аміаку, який у розчині з водою має ефект антифризу, це можливо. Більш детальна інформація стане доступною в 2015 році, коли космічний апарат «Світанок» досягне Церери.

### Газові гіганти та їхні супутники
Наявність підземних океанів передбачається у багатьох із покритих льодом супутників зовнішніх планет. У деяких випадках вважається, що шар океану, можливо, був присутній у минулому, але відтоді в результаті охолодження перетворився на твердий лід.
Сьогодні вважається, що рідка вода є під поверхнею тільки декількох галілеєвих супутників Юпітера, наприклад, як-от Європа (рідка вода під крижаною поверхнею через припливний нагрів), і, з меншою ймовірністю, у Каллісто і Ганімеда.

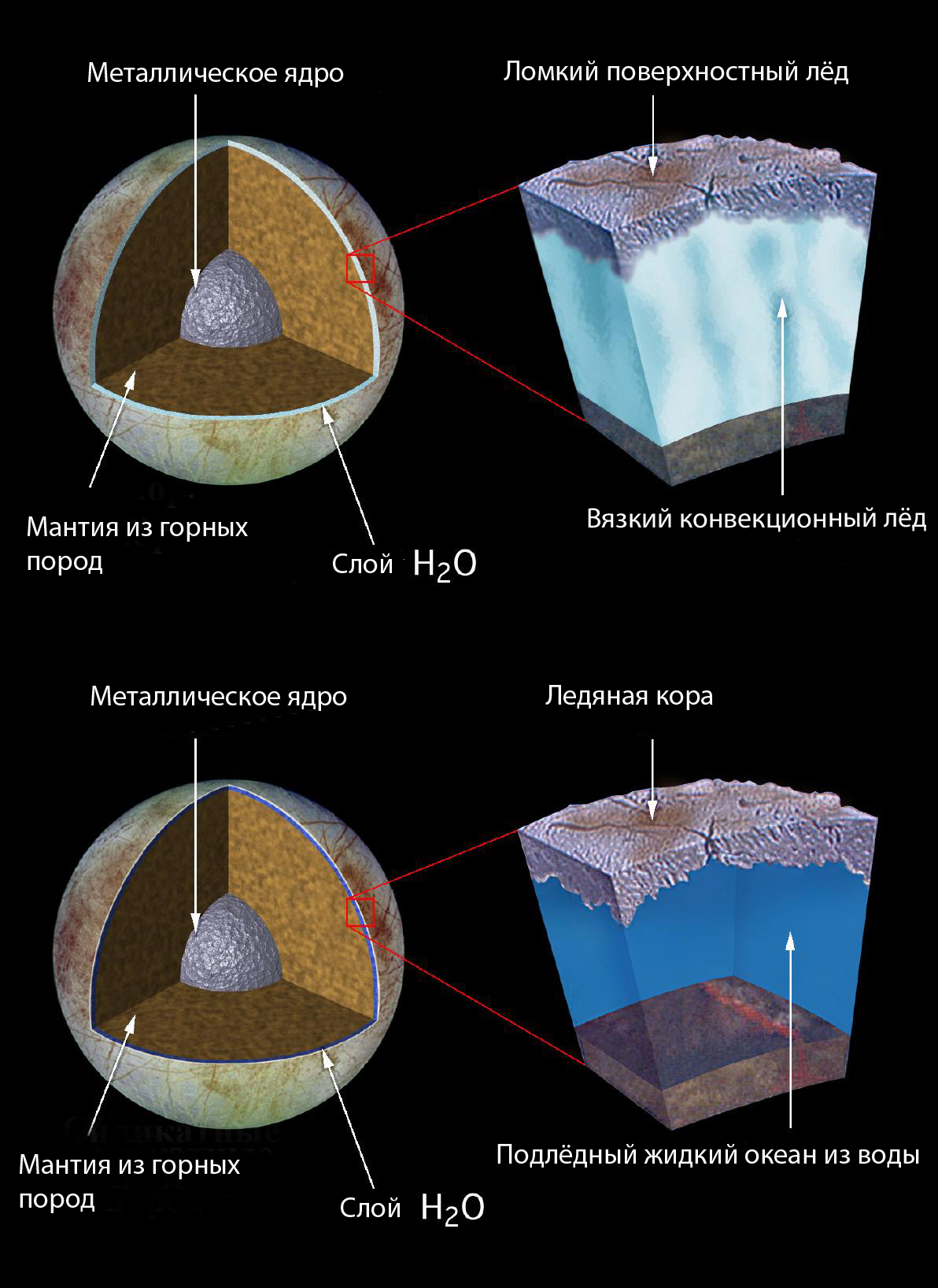
Дві можливі моделі внутрішньої будови Європи

Моделі, які розраховують збереження тепла і нагрівання за допомогою радіоактивного розпаду в невеликих крижаних тілах, дозволяють припустити, що Рея, Титанія, Оберон, Тритон, Плутон, Ерида, Седна і Орк, можливо, мають океани під шаром твердого льоду глибиною близько 100 км. Особливий інтерес у цьому випадку представляє те, що, як передбачають моделі, рідкі шари можуть знаходитися в прямому контакті з кам'яним ядром, що викликає постійне перемішування мінералів і солей у воді. Це становить істотну відмінність від океанів, які можуть бути всередині великих крижаних супутників, як-от Ганімед, Каллісто або Титан, де під шаром рідкої води, швидше за все, розташовується шар щільного льоду.

#### Юпітер
Атмосфера Юпітера має газовий шар, в якому, за схожих із земними температурою і тиску, водяної пари може конденсуватися в краплі.

#### Європа
Поверхня супутника повністю покрита шаром води завтовшки імовірно 100 кілометрів, здебільшого у вигляді крижаної поверхневої кори товщиною 10—30 кілометрів; частиною, як вважають, — у вигляді підповерхневого рідкого океану. Нижче лежать гірські породи, а в центрі, ймовірно, знаходиться невелике металеве ядро [Архівовано 6 березня 2001 у Wayback Machine.]. Передбачається, що океан сформувався завдяки генерованим припливами теплом. Нагрівання внаслідок радіоактивного розпаду, яке майже таке ж, як і на Землі (на кг породи), не може забезпечити необхідний нагрів надр Європи, тому що супутник набагато менший. Поверхнева температура Європи в середньому близько 110 К (−160 °С; −260 °F) на екваторі і всього 50 К (−220 °С; −370 °F) на полюсах, надаючи поверхневому льоду високу міцність.
Дослідження, проведені в рамках космічної програми «Галілео», підтвердили доводи на користь існування підповерхневого океану. Так, на поверхні Європи присутні «хаотичні області», які деякі вчені інтерпретують як області, де через талу крижану кірку видно підповерхневий океан [Архівовано 9 лютого 2014 у Wayback Machine.]. У той же час, більшість планетологів, що вивчають Європу, схиляються до моделі, званої «товстим льодом», в якій океан рідко (якщо це взагалі трапляється) безпосередньо взаємодіє з існуючою поверхнею. У різних моделях наводяться різні оцінки товщини крижаної оболонки, від декількох кілометрів до десятків кілометрів. Передбачається, що цей океан може містити життя.

#### Ганімед

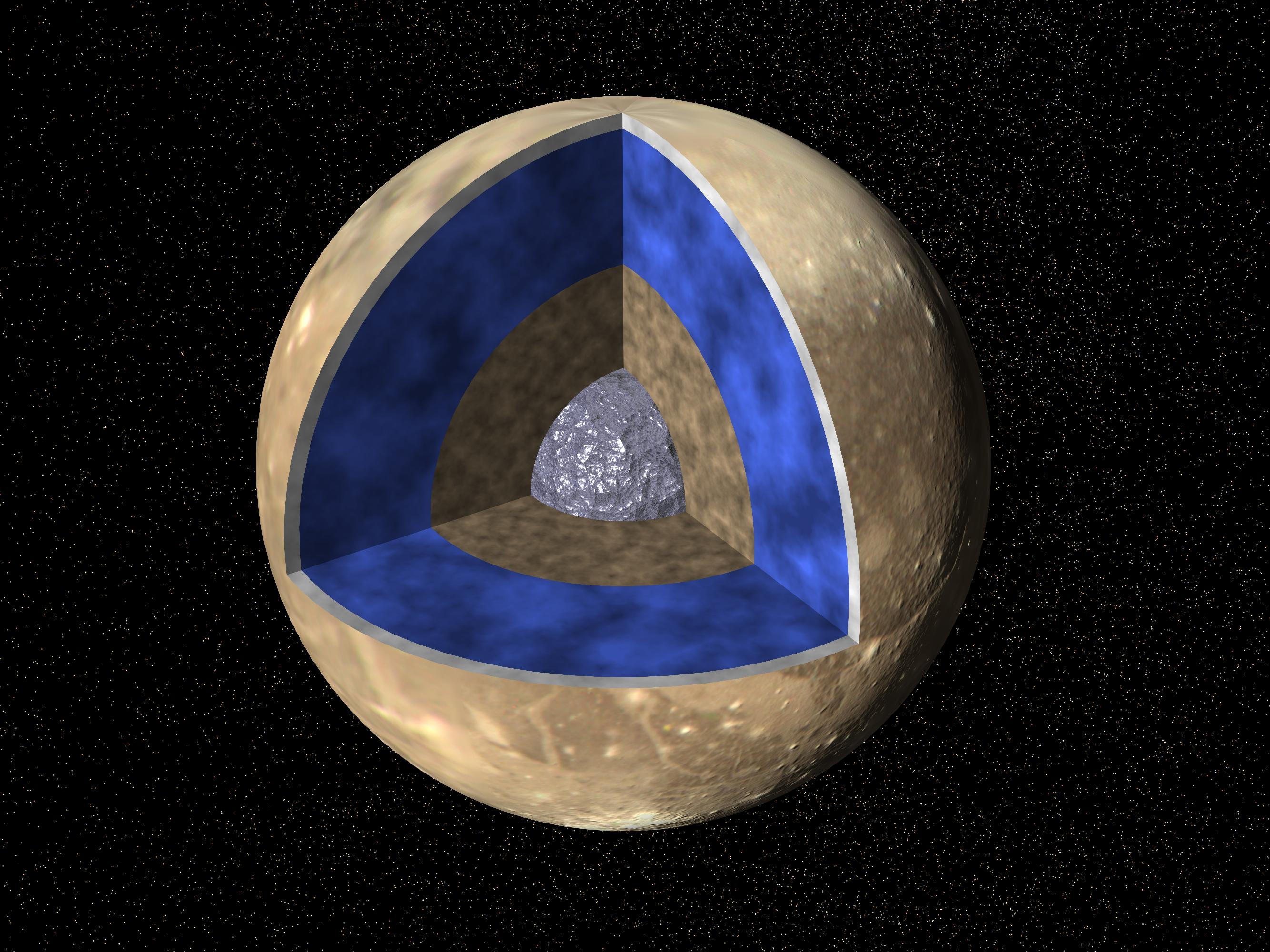
Внутрішня будова Ганімеда

Поверхня Ганімеда також покриває кора з водяного льоду товщиною 900—950 кілометрів. Водяний лід розташований практично на всій поверхні і його масова частка коливається в межах 50-90 %.
На Ганімеді є полярні шапки, імовірно складаються з водяного інею. Іній простягається до 40° широти. Вперше полярні шапки спостерігалися при прольоті КА «Вояджер». Імовірно, полярні шапки Ганімеда сформувалися через міграцію води до більш високих широт і бомбардування льоду плазмою. На Ганімеді також, швидше за все, є підземний океан між шарами льоду під поверхнею, що йде приблизно на 200 кілометрів вглиб і потенційно має передумови для існування життя [Архівовано 4 лютого 2012 у WebCite].

#### Каллісто

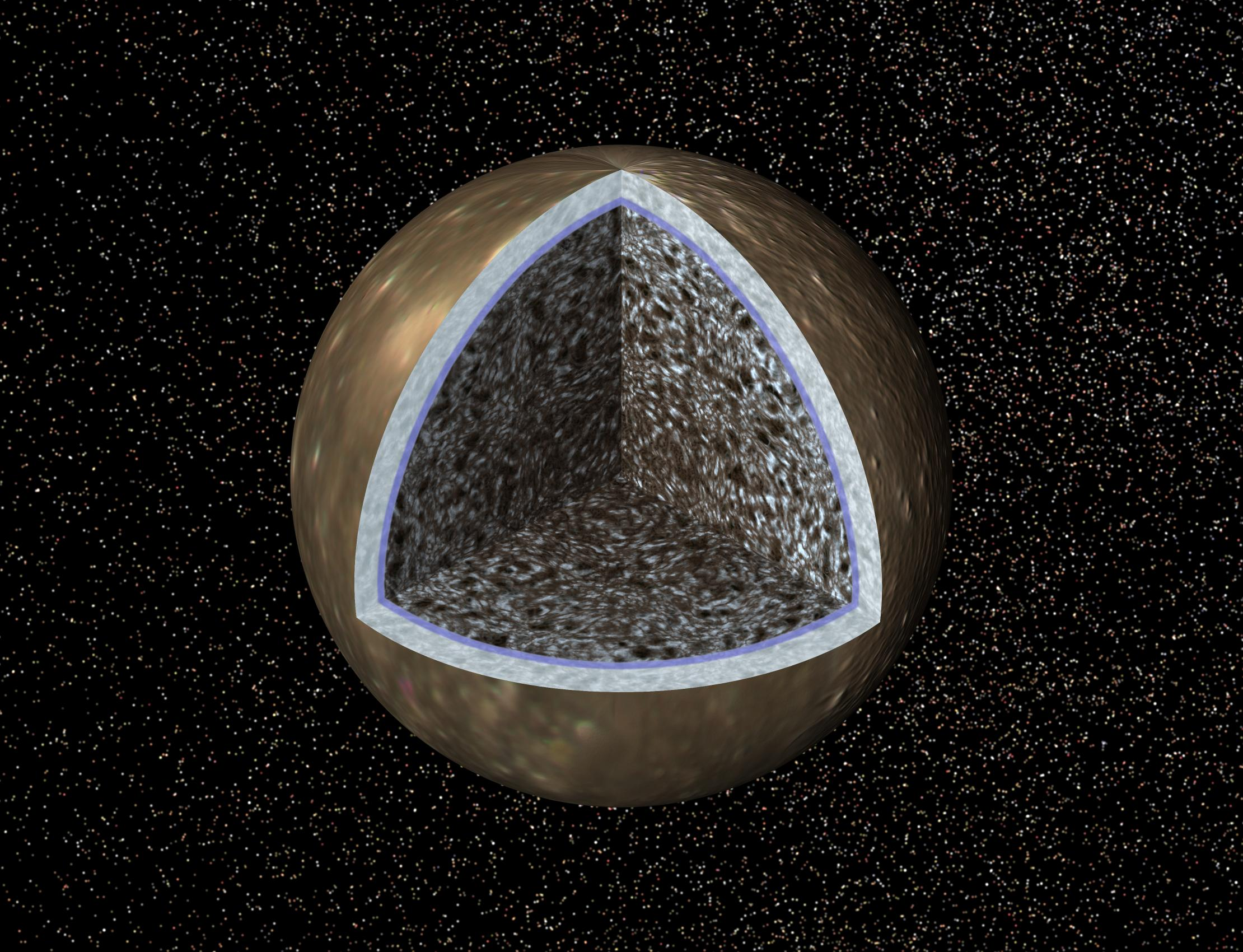
Внутрішня будова Каллісто

Спектроскопія виявила на поверхні Каллісто водяний лід, масова частка якого становить від 25 до 50 % [Архівовано 22 березня 2021 у Wayback Machine.]. Поверхневий шар Каллісто покоїться на холодній і жесткій ледяній літосфері, товщина якої за різними оцінками становить від 80 до 150 км. Дослідження, здійснені за допомогою КА «Галілео», дозволяють припустити наявність під крижаною корою солоного океану океану з рідкої води глибиною 50—200 км, в якому можливе життя.
Було виявлено, що магнітне поле Юпітера не може проникнути в надра супутника, що передбачає собою наявність цілого шару з електропровідної рідини товщиною не менше 10 км. Існування океану стає більш ймовірним, якщо припустити наявність у ньому невеликих доз аміаку чи іншого антифризу з масовою часткою в 5 % від сукупної маси рідини. У такому випадку, глибина океану може доходити до 250—300 км. Спочиваюча над океаном літосфера також може бути куди товще, ніж вважається, і її товщина може досягати 300 км.

#### Енцелад

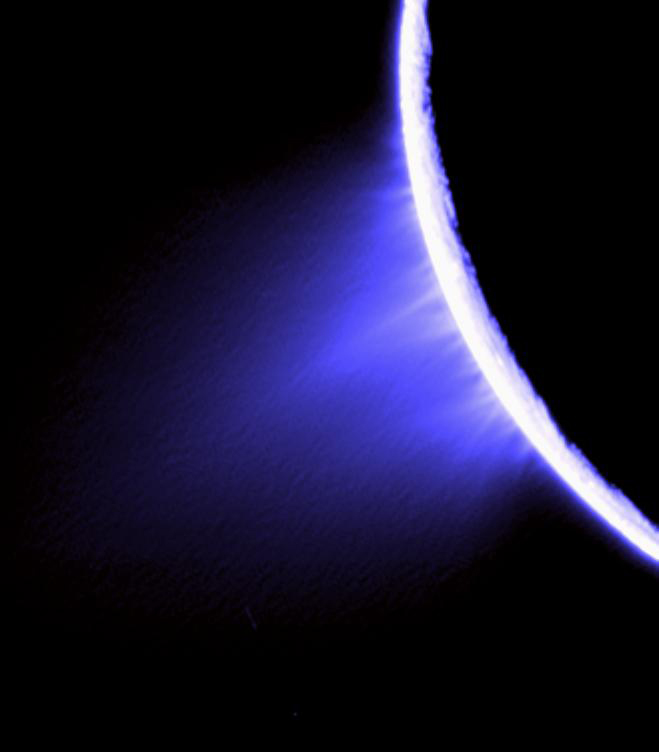
Спектрозональная знімок «Кассіні» — водяний пар у південній півкулі Енцелада.

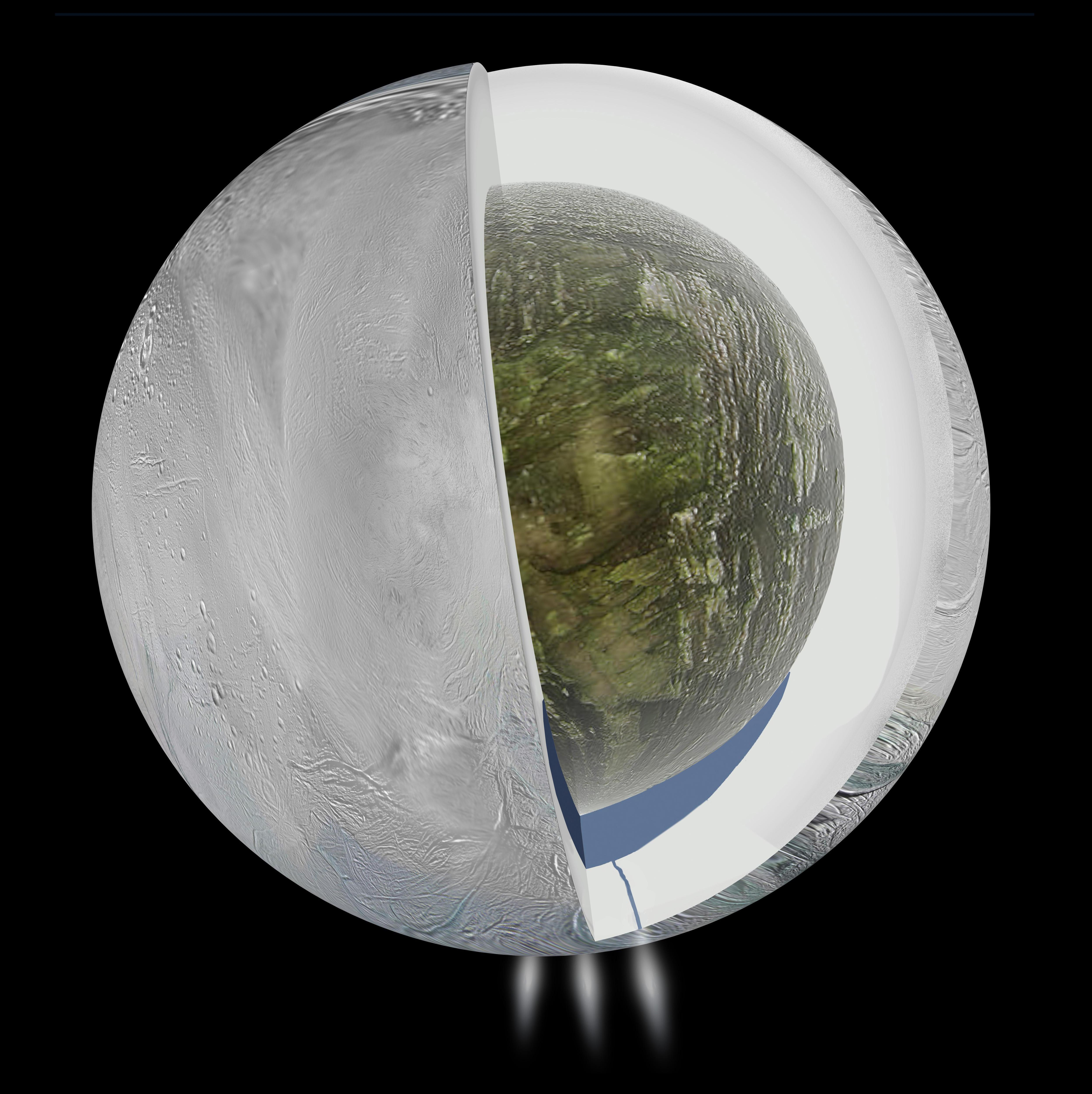
Передбачувана схема підповерхневого океану

Енцелад переважно складається з водяного льоду і має найчистішу в Сонячній системи крижану поверхню. Автоматичний космічний зонд «Кассіні», що досяг у 2004 році системи Сатурна, зареєструваd фонтани води висотою в багато сотень кілометрів, що б'ють із чотирьох тріщин, розташованих у районі південного полюса планети. Утім, це може бути і просто лід. Вода може нагріватися через дії або припливні, або геотермальні сили. Вода, що вивергається з надр Енцелада, по всій видимості бере участь у формуванні кільця Е Сатурна.
Висунуто гіпотезу про наявність на Енцеладі солоних підземних океанів, що є передумовою до виникненню життя [Архівовано 6 червня 2009 у Wayback Machine.].
Передані «Кассіні» у 2005 році знімки гейзерів, що б'ють з «тигрових смуг» на висоту 250 км, дали привід говорити про можливу наявність під крижаною корою Енцелада повноцінного океану рідкої води. Однак самі по собі гейзери не є доказом наявності рідкої води, а вказують насамперед на наявність тектонічних сил, що призводять до зміщення льоду і утворення в результаті тертя викидів рідкої води.
4 квітня 2014 року в журналі Science були опубліковані результати досліджень міжнародної групи, згідно з якими на Енцеладі існує підповерхневий океан. В основу цього висновку лягли дослідження гравітаційного поля супутника, зроблені під час трьох близьких (менше 500 км над поверхнею) прольотів «Кассіні» над Енцеладом у 2010—2012-х роках. Отримані дані дозволили вченим досить впевнено стверджувати, що під південним полюсом супутника залягає океан рідкої води. Розмір водної маси зіставимо з північноамериканським озером Верхнім, площа складає близько 80 тис. км² (10 % від площі Енцелада); океан лежить на глибині 30-40 км, тягнеться аж до 50-х градусів південної широти (приблизно до середини відстані до екватора) і має глибину залягання 8—10 км. Дно, імовірно, кам'яне, що складається із з'єднань кремнію. Незрозумілим залишається наявність води на північному полюсі Енцелада. Наявність же води на південному полюсі пояснюється особливостями припливного розігріву супутника гравітаційним впливом Сатурна, яке забезпечує існування води в рідкому вигляді, навіть незважаючи на те, що середня температура поверхні Енцелада становить близько −180 °С.

#### Титанія
Титанія складається приблизно на 50 % з водного льоду. За допомогою інфрачервоної спектроскопії, зробленої в 2001—2005 роках було підтверджено наявність водного льоду на поверхні супутника.
За однією з моделей, Титанія складається з кам'яного ядра, оточеного крижаною мантією. Поточний стан льодяної мантії залишається неясним. Якщо лід містить достатню кількість аміаку чи іншого антифризу, то у Титанії може матися шар рідкого океану на кордоні мантії з ядром. Товщина даного океану, якщо він існує, може доходити до 50 кілометрів, а його температура складе близько 190 К.

#### Рея
Низька середня щільність Реї (1233 кг/м³) свідчить, що кам'яні породи становлять менше третини маси супутника, а решта припадає на водяний лід. Задня півкуля супутника крім темних ділянок має мережу яскравих тонких смужок, які імовірно утворені не в результаті викиду води або льоду на поверхню (наприклад, в результаті кріовулканізму), а просто є крижаними хребтами і обривами, як і на супутнику Діона. Крім того, Рея покрита розрідженою атмосферою у вигляді тонкої оболонки, що містить кисень і вуглекислий газ. Водяний лід розщеплюється потужним магнітним полем Сатурна і поповнює атмосферу киснем. Загальна потенційна маса кисню в льоду Реї оцінюється в 40 тисяч тонн.

#### Титан

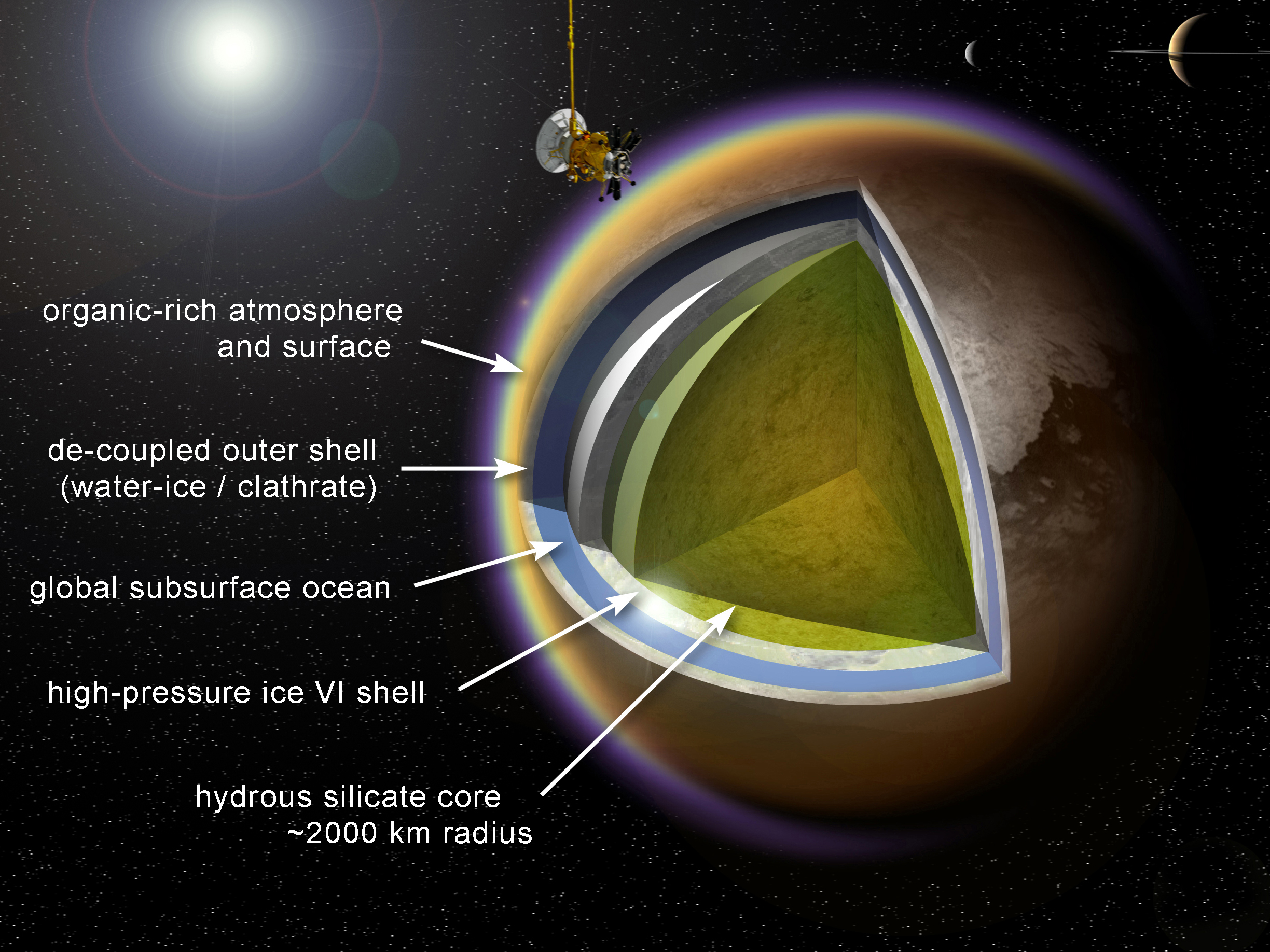
Внутрішня будова Океана на Титані

Під час дослідження Титана «Вояджером» на ньому були виявлені моря і озера з рідкого метану. Дослідження під час місії «Кассіні — Гюйгенс» спочатку, при посадці зонда «Гюйгенс» на поверхню Титана, виявили лише сліди перебування рідини на планеті, як-от русла висохлих річок, проте зроблені пізніше комічним апаратом «Кассіні» радіолокаційні знімки показали наявність вуглеводневих озер поблизу північного полюса.
Згідно з розрахунками, Титан має тверде ядро, що складається з скельних порід, діаметром близько 3400 км, яке оточене кількома шарами водяного льоду. Зовнішній шар мантії складається з водяного льоду і гідрату метану, внутрішній — з спресованого, дуже щільного льоду. Крім того, не виключається, що на Титані є підземний океан води під тонкою корою, що складається з суміші льоду і вуглеводнів [Архівовано 2 листопада 2011 у Wayback Machine.].
Потужна припливна дія Сатурна може привести до розігріву ядра і підтримці досить високої температури для існування рідкої води. Порівняння знімків «Кассіні» за 2005 і 2007 роки показало, що деталі ландшафту змістилися приблизно на 30 км. Оскільки Титан завжди повернений до Сатурна однією стороною, таке зрушення може пояснюватися тим, що крижана кора відділена від основної маси супутника глобальним рідким прошарком.
Передбачається, що у воді міститься значна кількість аміаку (близько 10 %), який діє на воду як антифриз. Тобто знижує температуру її замерзання. У поєднанні з високим тиском, що чиниться корою супутника, це може бути додатковою умовою існування підповерхневого океану. У підповерхневих і поверхневих океанах Титана можливе існування життя як на водно-кисневий, так і на іншій основі.

### Крижані гіганти
Уран і Нептун можуть мати великі океани, що складаються з гарячьої, що знаходиться під великим тиском, води. При тиску вище одного мільйона атмосфер (наприклад, в центрі Урана тиск становить близько 8 мільйонів атмосфер, а температура — 5000 К) вода за своїми властивостями сильно відрізняється від води, існуючої при низьких тисках. Хоча на даний момент внутрішня структура цих планет є не дуже зрозумілою. Деякі астрономи вважають, що ці планети принципово відрізняються від газових гігантів Юпітера і Сатурна, і виділяють їх в окремий клас «крижаних гігантів».

### Вільда
Комети містять великий відсоток водяного льоду, але через їх малий розмір і великі відстані від Сонця наявність рідкої води на них вважається малоймовірною. Проте, дослідження пилу, зібраного з комети Вільда, показало наявність у минулому рідкої води всередині комети. Поки ще неясно, що стало джерелом тепла, що викликав танення водяного льоду всередині комети.

## Вода за межами Сонячної системи
Більшість із понад 450 виявлених позасонячних планетних систем сильно відрізняються від нашої, що дозволяє вважати нашу Сонячну систему багато в чому унікальною. Завданням сучасних досліджень є виявлення планети розміром із Землю в населеній зоні своєї планетної системи (Зоні Златовласки) [Архівовано 17 березня 2008 у Wayback Machine.].
Крім того, океани можуть знаходитися і на великих (розміром із Землю) супутниках планет-гігантів. Хоча саме по собі питання існування настільки великих супутників є дискусійним, телескоп Кеплера володіє достатньою чутливістю, щоб виявити їх [Архівовано 23 вересня 2009 у Wayback Machine.]. Є думка, що кам'янисті планети, що містять воду, сильно поширені по всьому Чумацькому Шляху [Архівовано 22 липня 2011 у Wayback Machine.].
У 2013 році астрономам за допомогою космічного телескопа «Хаббл» вдалося знайти ознаки водяної пари в атмосферах п'яти екзопланет. Всі вони відносяться до категорії «гарячих юпітерів»: WASP-17 b, WASP-19 b, HD 209458 b, WASP-12 b, XO-1 b [Архівовано 29 березня 2014 у Wayback Machine.].

### 55 Рака f
55 Рака f являє собою велику планету, орбіта якої проходить у населеній зоні зірки 55 Рака. Її склад невідомий, але передбачається, що вона може бути сірчаним або водним гігантом. Крім того, якщо вона має скелясті Луни, то на них може бути присутньою рідка вода.

### GJ 1132b
GJ 1132b — екзопланета в системі червоного карлика Gliese 1132. Знаходиться на відстані 39 світлових років (12 парсек) від Землі. За деякими даними планета схожа на Землю, може мати воду

### AA Тельця
AA Тельця являє собою молоду зорю, вік якої становить менше мільйона років, навколо якої мається протопланетний диск. У протопланетном диску зірки орбітальний інфрачервоний телескоп Спітцер виявив молекули, як-от ціанід водню, ацетилен і вуглекислий газ, а також пари води. У разі, якщо на певній відстані від зірки в протопланетному диску є тверді об'єкти, то вони могли б конденсувати воду на своїй поверхні.

### COROT-7b
COROT-7b являє собою екзопланету майже в два рази більше Землі по діаметру, що обертається дуже близько до своєї зірки. На початку 2009 року вона була виявлена космічним телескопом COROT. Температура на поверхні планети, за розрахунками, буде в діапазоні 1000—1500 градусів за Цельсієм, але так як склад планети невідомий, можна припустити, що поверхня планети або являє собою розплавлену лаву, або оповита товстим шаром хмар із водяної пари. Планета також може складатися з води і гірських порід у майже рівних кількостях. У разі, якщо COROT-7b багатий водою, він може бути планетою-океаном [Архівовано 23 березня 2014 у Wayback Machine.].

### COROT-9b
COROT-9b являє собою екзопланету розміром із Юпітер, орбіта якої проходить у 0,36 а. е. від своєї зірки. Температура на поверхні може коливається від −20 до 160 °C. Атмосфера складається з водня і гелію, однак у складі планети з масою до 20 земних мас очікується наявність інших компонентів, як-от вода і гірські породи при високих тисках і температурах [Архівовано 22 квітня 2012 у WebCite] [Архівовано 23 березня 2014 у Wayback Machine.].

### Глізе 581
У системі Глізе 581 є три планети, що можливо мають рідку воду на своїй поверхні: це Глізе 581 c, Глізе 581 d і Глізе 581 g.
Глізе 581 c знаходиться в населеній зоні і може мати на своїй поверхні рідку воду.
Глізе 581 d виглядає навіть кращим кандидатом на наявність рідкої води. Орбітальний період, який спочатку оцінювався у 83 дні, пізніше був переглянутий до 66 днів. У травні 2011 року були опубліковані дані, що планета, можливо, має щільну атмосферу, водні океани і навіть сліди життя.
Деякий час Глізе 581 g вважалася ще одним гарним кандидатом на рідку воду. Передбачалося, що ця планета в три-чотири рази масивніше Землі, але при цьому занадто мала, щоб бути газовим гігантом. Її орбітальний період був розрахований у 37 днів, і таким чином, вважалося, що вона знаходиться в середині населеної зони своєї зірки. Проте астрономи з Європейської південної обсерваторії (ESO), здійснюючи більш точні спостереження за допомогою спектрографа HARPS, показали, що Gliese 581 g не існує — вона є помилкою вимірювань. Проте пізніше, на основі додаткових даних, існування планети було підтверджено, і в даний час планета займає перше місце в числі 6 планет із найвищою ймовірністю придатності для розвитку життя (її сусідка по орбіті Глізе 581 d п'ята в цьому списку).

### GJ 1214 b
GJ 1214 b в три рази більше Землі і в 6,5 раза масивніше. По масі і радіусу передбачалося, що планета складається за масою на 75 % з води і на 25 % з кам'янистих матеріалів, а атмосфера планети містить водень і гелій і становить 0,05 % маси планети. Проте за останніми даними астрономів було виявлено, що атмосфера складається з парів металів, 10 % атмосфери являє собою водяний пар. Згідно з додатковими дослідженнями, опублікованими в лютому 2012 року, в атмосфері планети вода становить не менше половини маси.

### HD 85512 b
HD 85512 b була відкрита в серпні 2011 року. Вона більше, ніж Земля, але досить мала, щоб бути скелястим світом, а не газовим гігантом. Вона знаходиться на кордоні населеної зони своєї зірки і, можливо, має рідку воду на своїй поверхні.

### MOA-2007-BLG-192Lb(інші мови)
Являє собою надземлю, яка обертається навколо коричневого карлика. Імовірно, поверхня планети може бути покрита глибоким океаном.

### TW Гідри
У протопланетному диску молодої зірки виявлено велику кількість води.